# Erkan Gündüz

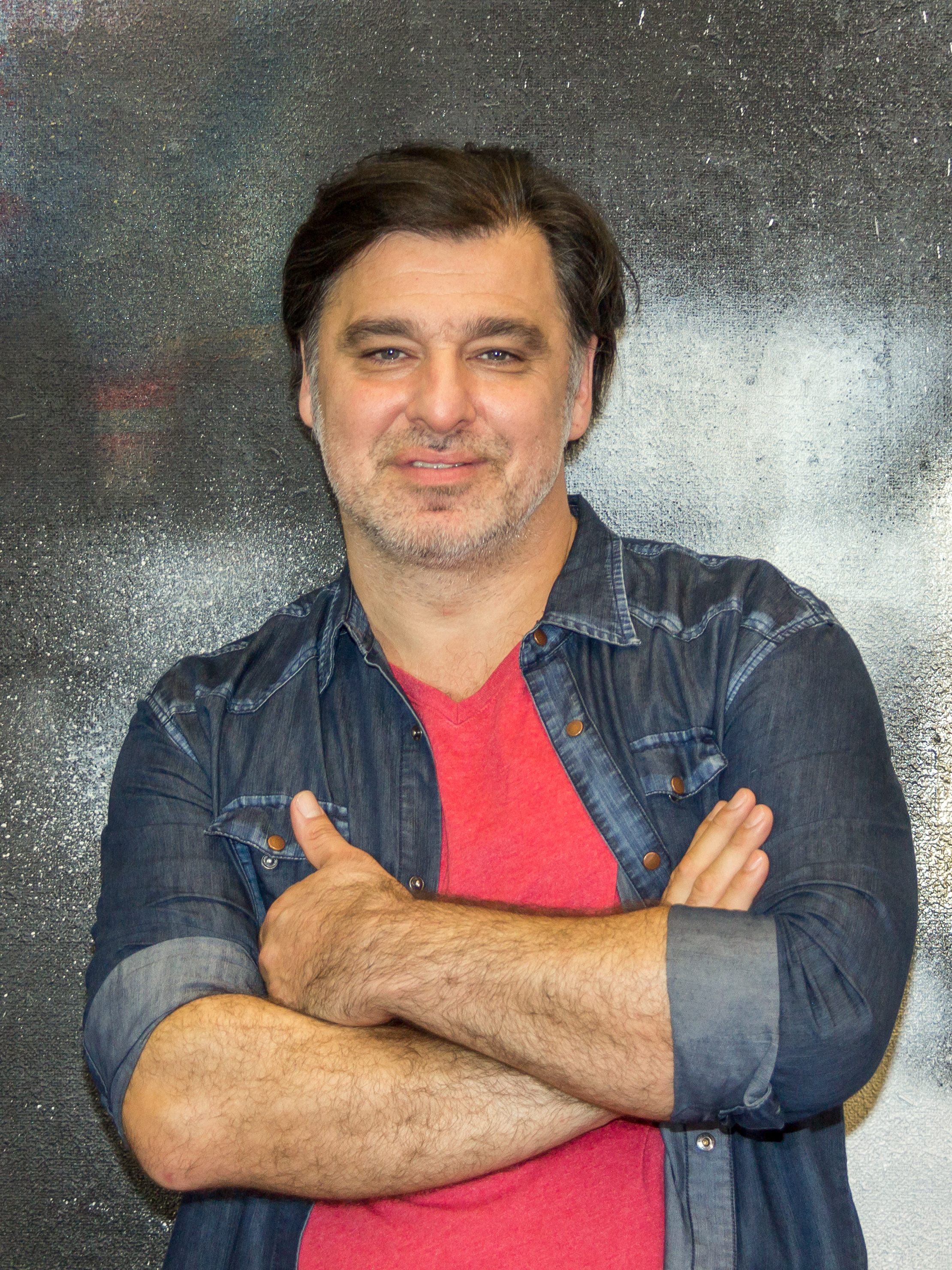
Erkan Gündüz (2015)

Erkan Gündüz (* 18. Dezember 1972 in İskenderun, Türkei) ist ein deutscher Schauspieler, Stuntman und Regisseur mit türkischen Wurzeln.

## Leben
1978 kam er mit seinen Eltern und zwei Brüdern nach Deutschland. Nach der Schulzeit absolvierte er zunächst eine Lehre zum Industriemechaniker, später ließ er sich zum Stuntman mit Spezialgebiet Body-Stunts ausbilden. Bei Wladimir Matuchin in Düsseldorf nahm er zwei Jahre lang privaten Schauspielunterricht. Unter anderem arbeitete er als Showdarsteller in einem Freizeitpark in Bottrop.
Als 1999 für die WDR-Fernsehserie Lindenstraße ein Darsteller für die Rolle eines jungen Türken gesucht wurde, bewarb sich Gündüz und wurde beim Casting ausgewählt. Von August 1999 (Folge 716) bis März 2020 (Folge 1758) war er regelmäßig als „Murat Dağdelen“ in der Lindenstraße zu sehen, was ihm einen gewissen Bekanntheitsgrad im deutschen Sprachraum verschaffte.
Auf der Theaterbühne spielte Erkan Gündüz 1999 die Hauptfigur „Stanley Kowalski“ in Tennessee Williams’ Endstation Sehnsucht und 2000 den „Smirnoff“ in Der Bär von Anton Tschechow, beides bei der Düsseldorfer Schauspielwerkstatt. Am Düsseldorfer Schauspielhaus spielte er 2000 den „Sébastien de Valmont“ in einer Bühnenfassung des Romans Gefährliche Liebschaften von Pierre-Ambroise-François Choderlos de Laclos.
Als Filmschauspieler trat Gündüz in Spielfilmen wie Jakobs Bruder (2007) und Takiye – In Gottes Namen (2010) auf. 2006 spielte er in dem Kinofilm Zelle eine der Hauptrollen. Im gleichen Jahr war er in der RTL-Comedyserie Angie mit Mirja Boes zu sehen.
Außerdem ist Gündüz als Regisseur aktiv. Sein Film 15 Meter lief 2010 beim Filmfestival Max Ophüls Preis.
Erkan Gündüz, der auch in der Türkei als Fernsehschauspieler tätig ist, lebt mit Hauptwohnsitz in Köln.

## Filmografie
als Schauspieler:
- 1999–2020: Lindenstraße (Fernsehserie, 329 Folgen)
- 2004: George und das Ei des Drachen
- 2005: Lorenz lacht (Kurzfilm)
- 2006: Lindenstraße: Finstere Weihnacht (TV-Special)
- 2006: Angie (Fernsehserie, 1 Folge)
- 2007: Zelle (Kinofilm)
- 2007: Jakobs Bruder (TV-Film)
- 2008: Die Bekehrung
- 2009: Lindenstraße: Terror (TV)
- 2009: Reset – Der Film (TV-Film)
- 2010: Takiye – In Gottes Namen (TV-Film)
- 2010: Danni Lowinski (Fernsehserie, 1 Folge)
- 2011: Alarm für Cobra 11 – Die Autobahnpolizei (Fernsehserie, 1 Folge)
- 2011: Nina Undercover – Agentin mit Kids
- 2013: Aktenzeichen XY … ungelöst (Fernsehreihe, 1 Folge)
- 2017: Berlin Station (Fernsehserie, 1 Folge)

als Regisseur:
- 2008: Salon (Serienformat)
- 2009: 15 Meter (Kurzfilm)
- 2010: Heute kein Fisch (Kurzfilm)
- 2011: Alle 14 Tage (Kurzfilm)
- 2012: Der Sheriff (Spielfilmformat, als Autor)
- 2014: Die Halbbrüder (Webserie)
- 2015: Ritchies Life (Serienformat)